# Chillwave
Chillwave este un gen muzical care a apărut la sfârșitul anilor 2000. Este caracterizat printr-un sunet retro pop, versuri escapiste despre vară și plajă, estetic psihedelic sau lo-fi, tempo-uri variind de la rar la moderat și efecte de prelucrare (în special reverberație) sau sintetizatoare vintage. Termenul a fost inițial sinosim cu glo-fi sau pop-ul hipnagogic.
Chillwave simulează muzica electropop din anii 1980 și se angajează cu noțiuni de memorie și nostalgie. A fost unul dintre primele genuri muzicale care s-au dezvoltat în primul rând prin Internet.